# Egervári Ödön
Egervári Ödön, Potemkin (Nagyszilva, Sáros megye, 1823. február 4. – Budapest, 1895. február 16.) író, színész, könyvtáros, színpadi szerző, történetíró.

## Életútja
Apja Potemkin Ferenc Nagyszilván földbirtokos volt, de mint ügyvéd Eperjesre tette át lakását, ahol hét gyermekét nevelte. Egervári Ödön ott kezdte iskoláit, 1835-ben a IV. gimnáziumi osztályt végezte, midőn apja a Jászberény melletti puszta-kerekudvari birtokára költözködött és ő az V. osztályt (retorikát) Jászberényben járta 1836-ban. Ez évben halt meg apja (anyja még 1831-ben) és hat testvérével árván maradt. Roskoványi Ágoston kanonok pártfogása mellett 1837-től 1839-ig az egri Foglár-intézet növendéke volt és az I. és II. évi bölcseletet is Egerben végezte.
Minthogy a papi pályához nem mutatott hajlamot, a segélyt megvonták tőle és hazulról se segítették és így, a jogi tanfolyamot nem hallgathatván, az akkor Egerben működött id. Ujfalussy Sándor és Balla Károly színigazgatók társulatához szegődött. A színi pályán nyolc évet töltött és ezen idő alatt Udvari névvel színészkedve bebarangolta az országot és csaknem minden szerepkörre alkalmazták.
1848. tavaszán az Ung megyei Palágykomoróc községben nemzetőri főhadnagy lett; midőn Jászberényben a 14. számú Lehel huszárezred alakult, ő is zászlaja alá esküdött; mint huszárhadnagy Arad és Temesvár vívásában részt vett; gróf Vécsey Károly honvéd tábornoknak Borosjenőnél Kaufmann orosz tábornok előtt történt fegyverletétele után 479 honvédtiszt társával együtt aradi fogságba került, de őt a harcban kapott lábsebe miatt be nem sorozták.
1849. december elejétől 1850. június elejéig ismét a színészetnél keresett menedéket és Tatán, Győrött, végre Egerben fejezte be színészi vándorpályáját; azután néhány hónapig Pesten Károlyi György gróf kúriáján írnokoskodott; de az iskolai év beálltával nevelői állomást nyert Tolna megyében Némedin Simon Rezső fia mellett. Ezután mint telekkönyvi segéd, tollnok s bizottmányvezető nyolc évet töltött el Pest-, Borsod-, Esztergom-, Heves-, Veszprém- és Somogy megyékben a telekkönyvi helyszínelésnél; később mint telekkönyvvezető Mezőcsáton (Borsod megye) működött.
1860-ban Pestre ment, ahol Toldy Ferenc pártfogásával 1861. március 15-én a Magyar Tudományos Akadémiánál javítnok tisztviselőnek alkalmazták; 1874. június 15-én elhagyta az akadémiát és az irodalomnak élt; 1876. szeptember 1-jén a budapesti egyetemi könyvtárhoz ment díjnoknak, 1891. november 16. ugyanott kinevezték könyvtártisztnek.
Cikkeket irt az Ország-Tükrébe (1863-64. mint rendes munkatárs), a Szinházi Látcsőbe (1863.), a Függetlenségbe (1863.), a Vasárn. Ujságba (1863-84.), Hazánk és a Külföldbe (1864-65.), a Családi Körbe (1863-74.), Honvédbe (mint főmunkatárs 1868-74.), Honvédbe (mint főmunkatárs 1868-72.), a Jászberénybe (1872-73.), a Néplapba (1874.), az Esztergomba (1879-80.), Koszorúba (1884. Petőfi mint pápai tanuló 1840-41-ben), a Budapesti Hirlapba (1884. 241. sz. Egy magyar trubadur, Benza életéből 1885. sat.), a Világ-Krónikába (1886. A magyar szinészet 1848-49-ben.)

## Munkái
- Az 1848-49-iki magyar hadsereg feloszlásának okai. Pest, 1862. (E munkát a cs. kir. rendőrség lefoglalta s a katonai törvényszéknek adta át, mely azt megsemmisítésre s a szerzőt két heti fogságra ítélte, ki ezt a Károly-kaszárnyában ki is töltötte.)
- Sáros vármegye leirása statistikai, földleirási, okirati és történeti tekintetben. Uo. 1863.
- Honvédvilág. Uo. 1868. (Kunságival együtt. Az 1-3. sz. munkákat Potemkin névvel adta ki.)
- Az 1849-iki magyar hadsereg feloszlásának okai az aradi és temesvári táborozással. Uo. 1867.
- Tarczai család. Költői elbezsélés XIII. énekben. Uo. 1869.
- Bátori-Schulcz Bódog emlékiratai az 1848-49-iki szabadságharczból. Uo. 1870.
- Magyar királyi honvéd törzstisztek albuma. Uo. 1870. (51 arczképpel és életrajzzal.)
- A protestantizmus élet-halál harcza a jezuitizmus ellen Magyarországon I., II.. Uo. 1871. Két kötet. Online
- Az 1848-49-iki szabadságharcz vértanúi. Uo. 1872. (Vahot Imrével együtt.)

## Színművei
- Turzó János, dr. 5 felv. (előadatott a pesti Nemzeti Színházban 1868. márc. 22.)
- Petőfi, szinmű 4 felv. (a budai színkörben, az István téri színházban és a vidéken 1873-ban. Petőfi és Bem c. látványos színmű 4 képben tört. csoportozatokkal, zenéje Nikolics- és Allagától, a budai színkörben 1886. jul. 10., Petőfi élete és halála tört. színmű dalokkal és néma képletekkel cz. 4 szak. a budai szinkörben 1891. szept. 2.)
- Szodoma és Gomorra, látványos szinmű 4 felv. (a városligeti arenában és vidéken 1873.)
- Az avasi árva, szinmű 4 felv. (előadatott a vidéken 1874.)
- Ki lesz a szolgabiró? szinmű 4 felv. (előadatott vidéken 1874.)
- Bernát Gazsi, szinmű 4 felv. (a budai színkörben 1875.)